# 基奧加湖
基奧加湖（英語：Lake Kyoga）是烏干達中部的大型淡水湖，面積1,720平方公里，海拔914米，屬於大湖地區的水體系統。基奧加湖大部分區域的水深大於4米，最大深度約5.7米，水深少於3米的地區長滿睡蓮，紙莎草和鳳眼藍則在沼澤狀的湖邊生長，湖中有46種魚類和少數鱷魚。1997至1998年的厄爾尼諾現象帶來的大量雨水使水位急升，紙莎草和鳳眼藍堵塞湖泊的出口處，湖水氾濫面積580平方公里，2004年埃及政府向烏干達援助13億美元以控制水流。

## 外部連結
- Lakes and rivers in Uganda （页面存档备份，存于）
- Lake Kyoga (World Lakes Database)
- Modelling Lake Kyoga (Environmental Impact Assessment Centre, Finland)